# Copa de Naciones Árabe 2002
La Copa de Naciones Árabe 2002 fue la octava edición de este torneo de fútbol a nivel de selecciones nacionales organizado por la UAFA y que contó con la participación de 10 selecciones nacionales de África del Norte, África Oriental y el Medio Oriente, 2 selecciones menos que en la edición anterior, en la cual Yemen aparece en el torneo por primera vez.
El campeón de la edición anterior Arabia Saudita venció a Baréin en la final disputada en Kuwait para ganar el título por segundo torneo consecutivo.

## Fase de grupos

### Grupo A
| Nación    | J | G | E | P | GF | GC | GD | Pts |
| --------- | - | - | - | - | -- | -- | -- | --- |
| Jordania  | 4 | 2 | 2 | 0 | 6  | 4  | +2 | 8   |
| Marruecos | 4 | 1 | 2 | 1 | 5  | 4  | +1 | 5   |
| Kuwait    | 4 | 1 | 2 | 1 | 5  | 5  | 0  | 5   |
| Sudán     | 4 | 1 | 1 | 2 | 4  | 5  | -1 | 4   |
| Palestina | 4 | 0 | 3 | 1 | 7  | 9  | -2 | 3   |

| 16 de diciembre de 2002 | Kuwait     | 1 – 1 | Marruecos       | Kuwait City, Kuwait                                      |                                                          |
|                         | Laheeb 46' |       | El Moubarki 26' | Asistencia: 7,000 espectadores Árbitro(s): Mahmoud Abbas | Asistencia: 7,000 espectadores Árbitro(s): Mahmoud Abbas |

| 16 de diciembre de 2002 | Palestina  | 1 – 1 | Jordania | Kuwait City, Kuwait |  |
|                         | Al-Kord 5' |       | Aqel 11' |                     |  |

| 18 de diciembre de 2002 | Marruecos | 1 – 1 | Jordania            | Kuwait City, Kuwait                                             |                                                                 |
|                         | Kaïssi 4' |       | Abu Zema 64' (pen.) | Asistencia: 1,500 espectadores Árbitro(s): Abdul Rahman Al-Zeid | Asistencia: 1,500 espectadores Árbitro(s): Abdul Rahman Al-Zeid |

| 18 de diciembre de 2002 | Kuwait   | 1 – 0 | Sudán | Kuwait City, Kuwait                                        |                                                            |
|                         | Neda 90' |       |       | Asistencia: 2,000 espectadores Árbitro(s): Mohamed Zakrini | Asistencia: 2,000 espectadores Árbitro(s): Mohamed Zakrini |

| 20 de diciembre de 2002 | Jordania                        | 2 – 1 | Sudán   | Kuwait City, Kuwait                                      |                                                          |
|                         | Salim 17' · Abu Zema 82' (pen.) |       | Ali 84' | Asistencia: 2,000 espectadores Árbitro(s): Mahmoud Abbas | Asistencia: 2,000 espectadores Árbitro(s): Mahmoud Abbas |

| 20 de diciembre de 2002 | Marruecos                          | 3 – 1 | Palestina   | Kuwait City, Kuwait                                   |                                                       |
|                         | Armoumen 30', 40' · Al-Kharazi 88' |       | Al-Kord 52' | Asistencia: 700 espectadores Árbitro(s): Mohamed Omar | Asistencia: 700 espectadores Árbitro(s): Mohamed Omar |

| 23 de diciembre de 2002 | Sudán                         | 2 – 2 | Palestina               | Kuwait City, Kuwait                                             |                                                                 |
|                         | Farjallah 51' · Al-Tijani 88' |       | Salem 31' · Al-Kord 53' | Asistencia: 2,000 espectadores Árbitro(s): Abdul Rahman Al-Zeid | Asistencia: 2,000 espectadores Árbitro(s): Abdul Rahman Al-Zeid |

| 23 de diciembre de 2002 | Jordania          | 2 – 1 | Kuwait       | Kuwait City, Kuwait                                     |                                                         |
|                         | Al-Zboun 69', 83' |       | Abdullah 86' | Asistencia: 6,000 espectadores Árbitro(s): Hisham Qirat | Asistencia: 6,000 espectadores Árbitro(s): Hisham Qirat |

| 25 de diciembre de 2002 | Sudán      | 1 – 0 | Marruecos | Kuwait City, Kuwait |  |
|                         | Farouq 45' |       |           |                     |  |

| 25 de diciembre de 2002 | Kuwait                       | 3 – 3 | Palestina                          | Kuwait City, Kuwait |  |
|                         | Neda 30' · Abdullah 68', 73' |       | Asad 15' · Alam 38' · Al-Jaish 46' |                     |  |

### Grupo B
| Nación         | J | G | E | P | GF | GC | GD | Pts |
| -------------- | - | - | - | - | -- | -- | -- | --- |
| Arabia Saudita | 4 | 3 | 1 | 0 | 8  | 3  | +5 | 10  |
| Baréin         | 4 | 2 | 1 | 1 | 6  | 3  | +3 | 7   |
| Siria          | 4 | 2 | 0 | 2 | 8  | 6  | +2 | 6   |
| Líbano         | 4 | 1 | 1 | 2 | 5  | 7  | -2 | 4   |
| Yemen          | 4 | 0 | 1 | 3 | 5  | 13 | -8 | 1   |

| 17 de diciembre de 2002 | Arabia Saudita               | 2 – 1 | Baréin      | Kuwait City, Kuwait                                          |                                                              |
|                         | Al-Abili 33' · Al-Meshal 71' |       | Mohamed 44' | Asistencia: 7,000 espectadores Árbitro(s): Mohamed Al-Qazzaz | Asistencia: 7,000 espectadores Árbitro(s): Mohamed Al-Qazzaz |

| 17 de diciembre de 2002 | Yemen | 0 – 4 | Siria                                               | Kuwait City, Kuwait                                   |                                                       |
|                         |       |       | Rafe 26' · Al Sayed 52' · Al Khatib 57' (pen.), 70' | Asistencia: 300 espectadores Árbitro(s): Mohamed Omar | Asistencia: 300 espectadores Árbitro(s): Mohamed Omar |

| 19 de diciembre de 2002 | Baréin                           | 2 – 0 | Siria | Kuwait City, Kuwait      |                          |
|                         | Talib 82' · Al-Dosari 90' (pen.) |       |       | Árbitro(s): Qassem Hamza | Árbitro(s): Qassem Hamza |

| 19 de diciembre de 2002 | Arabia Saudita | 1 – 0 | Líbano | Kuwait City, Kuwait                                       |                                                           |
|                         | Tamim 90'      |       |        | Asistencia: 700 espectadores Árbitro(s): Ridha Al-Baltaji | Asistencia: 700 espectadores Árbitro(s): Ridha Al-Baltaji |

| 21 de diciembre de 2002 | Siria                              | 4 – 1 | Líbano     | Kuwait City, Kuwait                                          |                                                              |
|                         | Al Khatib 44' · Rafe 46', 52', 59' |       | Qassas 54' | Asistencia: 1,000 espectadores Árbitro(s): Mohamed Al-Qazzaz | Asistencia: 1,000 espectadores Árbitro(s): Mohamed Al-Qazzaz |

| 21 de diciembre de 2002 | Baréin               | 3 – 1 | Yemen         | Kuwait City, Kuwait                                         |                                                             |
|                         | Hassan 45', 83', 90' |       | Al-Salimi 89' | Asistencia: 1,000 espectadores Árbitro(s): Ridha Al-Baltaji | Asistencia: 1,000 espectadores Árbitro(s): Ridha Al-Baltaji |

| 24 de diciembre de 2002 | Líbano                           | 4 – 2 | Yemen                      | Kuwait City, Kuwait                                          |                                                              |
|                         | Antar 11', 51', 60' · Hojeij 62' |       | Al-Qadimi 24' · Abboud 70' | Asistencia: 1,000 espectadores Árbitro(s): Mohamed Al-Qazzaz | Asistencia: 1,000 espectadores Árbitro(s): Mohamed Al-Qazzaz |

| 24 de diciembre de 2002 | Siria | 0 – 3 | Arabia Saudita                         | Kuwait City, Kuwait                                        |                                                            |
|                         |       |       | Tukar 1' · Khariri 71' · Al-Meshal 90' | Asistencia: 2,000 espectadores Árbitro(s): Mohamed Zakrini | Asistencia: 2,000 espectadores Árbitro(s): Mohamed Zakrini |

| 26 de diciembre de 2002 | Yemen                          | 2 – 2 | Arabia Saudita | Kuwait City, Kuwait |  |
|                         | Al-Salimi 22' · Al Balushi 61' |       |                |                     |  |

| 26 de diciembre de 2002 | Líbano | 0 – 0 | Baréin | Kuwait City, Kuwait                                     |  |
|                         |        |       |        | Asistencia: 1,000 espectadores Árbitro(s): Hisham Qirat |  |

## Fase final

### Semifinales
| 28 de diciembre de 2002 | Arabia Saudita               | 2 – 0 | Marruecos | Kuwait City, Kuwait                                      |                                                          |
|                         | Al-Waked 20' · Al-Meshal 57' |       |           | Asistencia: 2,000 espectadores Árbitro(s): Mahmoud Abbas | Asistencia: 2,000 espectadores Árbitro(s): Mahmoud Abbas |

| 28 de diciembre de 2002 | Baréin       | 2 – 1 (pró.) | Jordania     | Kuwait City, Kuwait                                     |                                                         |
|                         | Ali 79', 91' |              | Al-Zboun 43' | Asistencia: 2,000 espectadores Árbitro(s): Qassem Hamza | Asistencia: 2,000 espectadores Árbitro(s): Qassem Hamza |

### Final
| 30 de diciembre de 2002 | Arabia Saudita | 1 – 0 (pró.) | Baréin | Kuwait City, Kuwait                                        |                                                            |
|                         | Noor 94'       |              |        | Asistencia: 7,500 espectadores Árbitro(s): Mohamed Zakrini | Asistencia: 7,500 espectadores Árbitro(s): Mohamed Zakrini |

## Campeón
| Copa de Naciones Árabe 2002 |
| --------------------------- |
| Bandera de Arabia Saudita   |
| Arabia Saudita 2º Título    |